# دان هانون
دان هانون (بالإنجليزية: Dan Hannon)‏ هو ملحن ومنتج أسطوانات أمريكي، ولد في 28 يوليو 1973 في الولايات المتحدة.

## وصلات خارجية
- دان هانون على موقع ميوزك برينز (الإنجليزية)